# Michael Lippert
Michael Hans Lippert (24. dubna 1897 – 1. září 1969) byl důstojník Waffen-SS v hodnosti SS-Standartenführer (plukovník) za druhé světové války. Známý je také tím, že během Noci dlouhých nožů v roce 1934 se podílel společně s Theodorem Eickem na popravě vůdce jednotek SA Ernsta Röhma.

## Život

### Mládí a první světová válka
Michael Lippert se narodil 24. dubna roku 1897 v bavorském městě Schönwald jako páté dítě Johanna Lipperta a jeho ženy Margarethe. Po dokončení základního vzdělání nastoupil na učiliště, které dokončil roku 1914.
Po vypuknutí první světové války vstoupil v listopadu roku 1914 do armády a byl zařazen k bavorskému královskému 1. pluku švališérů (1. Chevaulegers-Regiment Kaiser Nikolaus von Rußland), který byl umístěn v Norimberku. U pluku sloužil až do října roku 1917, kdy se nechal přeložit do válečného leteckého sboru. U toho sloužil až do konce války.
Během války si vysloužil železný kříž II. třídy, bavorský vojenský záslužný kříž III. třídy s meči a značné množství maďarských a bulharských vyznamenání. Nakonec opustil armádu po nucené demobilizaci 15. dubna 1919.

### Období před druhou světovou válkou
Po odchodu z armády se téměř dva roky živil prací v hrnčířském průmyslu a následně vstoupil během roku 1921 do služeb bavorské zemské policie (Bayerische Landespolizei) v Regensburgu, kde byl zařazen k jejímu jízdnímu oddílu ve funkci velitele čety a později i jako instruktor jezdectva.
U bavorské zemské policie zůstal až do počátku února roku 1929, kdy přešel na policejní školu v Eichstättu, kterou dokončil po sedmiměsíčním kurzu. Následně policii opustil v hodnosti Hauptwachtmeister (Hlavní strážmistr) a živil se civilním zaměstnáním v Regensburgu.
K 1. červnu roku 1930 vstoupil Lippert do nacistické strany) a 10. března následujícího roku vstoupil i do SS a byl zařazen v hodnosti SS-Truppführer jako velitel 2. roty, III. praporu, 31. SS-Standarte „Niederbayern“. Sloužil nejprve v Landshutu a poté i v Dingolfingu.
V červnu roku 1933 byl převelen do Dachau, kde byl jmenován velitelem stráže v místním koncentračním táboře pod velením SS-Oberführera Theodora Eickeho.

### Po válce
V roce 1956 mnichovské úřady začaly vyšetřování Noci dlouhých nožů a v srpnu byli Lippert a Sepp Dietrich zatčeni za účast v této čistce. Soudní proces začal 6. května 1957. Byli zastupováni právníkem Dr. Alfredem Seidlem, který také obhajoval Rudolfa Hesse v Norimberském procesu. Lippert a Dietrich byli obviněni z vraždy, v případě Lipperta za smrt Ernsta Röhma. Lippert tvrdil, že zůstal mimo Röhmovu celu, a dovnitř šel pouze Theodor Eicke. Dne 10. května byl případ uzavřen a státní zástupce požadoval dvouletý trest pro Lipperta. Dne 14. května předseda soudního dvora shledal oba obviněné Lipperta a Dietricha vinnými a odsoudil je na 18 měsíců.

## Vojenská kariéra

### Data povýšení
- Hauptwachtmeister der Landespolizei – 1920
- SS-Truppführer – 10. březen 1931
- SS-Sturmführer – 15. listopad 1931
- SS-Sturmhauptführer – 5. srpen 1933
- SS-Sturmbannführer – 9. listopad 1933
- SS-Obersturmbannführer – 20. duben 1934
- Oberleutnant der Reserve (přeložen k Luftwaffe) – 1. prosinec 1939
- SS-Obersturmbannführer der Reserve (vstoupil do Waffen-SS) – 4. leden 1940
- SS-Standartenführer – 20. duben 1943

### Významná vyznamenání
- Čestná spona Heeru – 5. leden 1945
- Spona k železnému kříži II. třídy – květen 1940
- Železný kříž I. třídy (první světová válka)
- Železný kříž II. třídy (první světová válka)
- Útočný odznak pěchoty v bronzu
- Odznak za zranění 1939 ve stříbře
- Medaile za východní frontu
- Kříž cti
- Bavorský vojenský záslužný kříž III. třídy s meči (první světová válka)
- Služební vyznamenání NSDAP ve stříbře
- Služební vyznamenání NSDAP v bronzu
- Čestný prýmek starého bojovníka
- Německý jezdecký sportovní odznak ve stříbře
- Německý říšský sportovní odznak ve stříbře
- Totenkopfring
- Čestná dýka Reichsführera-SS